# Manchanabele, Magadi
Manchanabele là một làng thuộc tehsil Magadi, huyện Ramanagara, bang Karnataka, Ấn Độ.